# Reduto de Canoa Quebrada
O Reduto de Canoa Quebrada localizava-se na praia de Canoa Quebrada, em Aracati, no litoral do estado brasileiro do Ceará.

## História
Constituiu-se em uma fortificação sumária (bateria), de construção posterior à do Forte Real de São Francisco Xavier da Ribeira do Jaguaribe (1695) (BARRETTO, 1958:94). O autor também cita um Presídio no local, o Presídio de Coroa Quebrada.